# Petter Solberg
Petter Solberg (* 18. listopad, 1974, Askim, Norsko), je norský mistr světa v rally z roku 2003.V minulosti závodil za týmy Ford, svůj soukromý tým Petter Solberg WRT, Shell Norge a Subaru. Byl posledním vítězem v seriálu Mistrovství světa v Rallye před érou Sebastiana Loeba.
Po odchodu z WRC přešel k závodům rallycrossu. Nejdříve v roce 2013 závodil v Mistrovství Evropy, kde skončil celkově na 8. místě. Další roky přešel do nově vznikajícího Mistrovství světa v rallycrossu, kde se stal mistrem světa v letech 2014 a 2015.